# Grammy Awards 1994
Im Jahr 1994 fand die 36. Grammy-Verleihung statt.
Die Grammy Awards 1994 gingen an Preisträger aus 79 Kategorien in 26 Feldern. Drei Preisträger wurden mit einem Ehren-Grammy für ihr Lebenswerk ausgezeichnet.

## Hauptkategorien
Single des Jahres (Record of the Year):
- I Will Always Love You von Whitney Houston

Album des Jahres (Album of the Year):
- The Bodyguard – Original Soundtrack Album von Whitney Houston

Song des Jahres (Song of the Year):
- A Whole New World (Aladdin's Theme) von Peabo Bryson & Regina Belle (Autoren: Alan Menken, Tim Rice)

Bester neuer Künstler (Best New Artist):
- Toni Braxton

## Arbeit hinter dem Mischpult
Produzent des Jahres (Producer Of The Year):
- David Foster

Klassik-Produzent des Jahres (Classical Producer Of The Year):
- Judith Sherman

Beste Abmischung eines Albums, ohne klassische Musik (Best Engineered Album, Non-Classical):
- Ten Summoner's Tales von Sting (Techniker: Hugh Padgham)

Beste Abmischung einer Klassikaufnahme (Best Classical Engineered Recording):
- Bartók: Der holzgeschnitzte Prinz / Cantata profana vom Chicago Symphony Orchestra und Chor unter Leitung von Pierre Boulez (Techniker: Rainer Maillard)

## Pop
Beste weibliche Gesangsdarbietung – Pop (Best Pop Vocal Performance, Female):
- I Will Always Love You von Whitney Houston

Beste männliche Gesangsdarbietung – Pop (Best Pop Vocal Performance, Male):
- If I Ever Lose My Faith in You von Sting

Beste Darbietung eines Duos oder einer Gruppe mit Gesang – Pop (Best Pop Performance By A Duo Or Group With Vocals):
- A Whole New World (Aladdin's Theme) von Peabo Bryson & Regina Belle (Autoren: Alan Menken, Tim Rice)

Beste Instrumentaldarbietung – Pop (Best Pop Instrumental Performance):
- Barcelona Mona von Branford Marsalis & Bruce Hornsby

## Traditioneller Pop
Bestes Gesangsalbum – Traditioneller Pop (Best Traditional Pop Vocal Album):
- Steppin' Out von Tony Bennett

## Rock
Beste Solo-Gesangsdarbietung – Rock (Best Rock Vocal Performance, Solo):
- I’d Do Anything for Love (But I Won’t Do That) von Meat Loaf

Beste Darbietung eines Duos oder einer Gruppe mit Gesang – Rock (Best Rock Performance By A Duo Or Group With Vocals):
- Livin' On The Edge von Aerosmith

Beste Hard-Rock-Darbietung mit Gesang (Best Hard Rock Performance With Vocal):
- Plush von den Stone Temple Pilots

Beste Metal-Darbietung mit Gesang (Best Metal Performance With Vocal):
- I Don't Want To Change The World von Ozzy Osbourne

Bester Rocksong (Best Rock Song):
- Runaway Train von Soul Asylum (Autor: David Pirner)

Beste Darbietung eines Rockinstrumentals (Best Rock Instrumental Performance):
- Sofa von der Zappa’s Universe Rock Group featuring Steve Vai

## Alternative
Bestes Musikdarbietung – Alternative (Best Alternative Music Performance):
- Zooropa von U2

## Rhythm & Blues
Beste weibliche Gesangsdarbietung – R&B (Best R&B Vocal Performance, Female):
- Another Sad Love Song von Toni Braxton

Beste männliche Gesangsdarbietung – R&B (Best R&B Vocal Performance, Male):
- A Song For You von Ray Charles

Beste Darbietung eines Duos oder einer Gruppe mit Gesang – Pop (Best R&B Performance By A Duo Or Group With Vocals):
- No Ordinary Love von Sade

Bester R&B-Song (Best R&B Song):
- That’s the Way Love Goes von Janet Jackson (Autoren: Janet Jackson, Jimmy Jam, Terry Lewis)

## Rap
Beste Solodarbietung – Rap (Best Rap Solo Performance):
- Let Me Ride von Dr. Dre

Beste Darbietung eines Duos oder einer Gruppe – Rap (Best Rap Performance By A Duo Or Group):
- Rebirth Of Slick (Cool Like Dat) von Digable Planets

## Country
Beste weibliche Gesangsdarbietung – Country (Best Country Vocal Performance, Female):
- Passionate Kisses von Mary Chapin Carpenter

Beste männliche Gesangsdarbietung – Country (Best Country Vocal Performance, Male):
- Ain't That Lonely Yet von Dwight Yoakam

Beste Countrydarbietung eines Duos oder einer Gruppe (Best Country Performance By A Duo Or Group With Vocal):
- Hard Workin' Man von Brooks & Dunn

Beste Zusammenarbeit mit Gesang – Country (Best Country Vocal Collaboration):
- Does He Love You von Linda Davis & Reba McEntire

Bestes Darbietung eines Countryinstrumentals (Best Country Instrumental Performance):
- Red Wing von Asleep At The Wheel, Chet Atkins, Eldon Shamblin, Johnny Gimble, Marty Stuart, Reuben Gosfield & Vince Gill

Bester Countrysong (Best Country Song):
- Passionate Kisses von Mary Chapin Carpenter (Autor: Lucinda Williams)

Bestes Bluegrass-Album (Best Bluegrass Album):
- Waitin' For The Hard Times To Go von Nashville Bluegrass Band

## New Age
Bestes New-Age-Album (Best New Age Album):
- Spanish Angel von der Paul Winter Consort

## Jazz
Beste zeitgenössisches Jazzdarbietung (Instrumental) (Best Contemporary Jazz Performance, Instrumental):
- The Road To You von der Pat Metheny Group

Beste Jazz-Gesangsdarbietung (Best Jazz Vocal Performance):
- Take A Look von Natalie Cole

Bestes Jazz-Instrumentalsolo (Best Jazz Instrumental Solo):
- Miles Ahead von Joe Henderson

Beste Jazz-Instrumentaldarbietung, Einzelkünstler oder Gruppe (Best Jazz Instrumental Performance, Individual or Group):
- So Near, So Far (Musings For Miles) von Joe Henderson

Beste Darbietung eines Jazz-Großensembles (Best Large Jazz Ensemble Performance):
- Miles & Quincy Live at Montreux von Miles Davis & Quincy Jones

## Gospel
Bestes Rock-Gospel-Album (Best Rock Gospel Album):
- Free At Last von dc Talk

Bestes zeitgenössisches / Pop-Gospelalbum (Best Pop / Contemporary Gospel Album):
- The Live Adventure von Steven Curtis Chapman

Bestes Southern-Gospel-, Country-Gospel- oder Bluegrass-Gospel-Album (Best Southern Gospel, Country Gospel Or Bluegrass Gospel Album):
- Good News von Kathy Mattea

Bestes traditionelles Soul-Gospelalbum (Best Traditional Soul Gospel Album):
- Stand Still von Shirley Caesar

Bestes zeitgenössisches Soul-Gospelalbum (Best Contemporary Soul Gospel Album):
- All Out von The Winans

Bestes Gospelchor-Album (Best Gospel Album By A Choir Or Chorus):
- Live...We Come Rejoicing vom Brooklyn Tabernacle Choir unter Leitung von Carol Cymbala

## Latin
Bestes Latin-Pop-Album (Best Latin Pop Album):
- Aries von Luis Miguel

Bestes Tropical-Latin-Album (Best Tropical Latin Album):
- Mi tierra von Gloria Estefan

Bestes Mexican-American-Album (Best Mexican-American Album)
- Live von Selena

## Blues
Bestes traditionelles Blues-Album (Best Traditional Blues Album):
- Blues Summit von B. B. King

Bestes zeitgenössisches Blues-Album (Best Contemporary Blues Album):
- Feels like Rain von Buddy Guy

## Folk
Bestes traditionelles Folkalbum (Best Traditional Folk Album):
- The Celtic Harp von den Chieftains

Bestes zeitgenössisches Folkalbum (Best Contemporary Folk Album):
- Other Voices / Other Rooms von Nanci Griffith

## Reggae
Bestes Reggae-Album (Best Reggae Album):
- Bad Boys von Inner Circle

## Weltmusik
Bestes Weltmusikalbum (Best World Music Album):
- A Meeting By The River von Vishwa Mohan Bhatt & Ry Cooder

## Polka
Bestes Polkaalbum (Best Polka Album):
- Accordionally Yours von Walter Ostanek & His Band

## Für Kinder
Bestes Musikalbum für Kinder (Best Musical Album For Children):
- Aladdin – Original Motion Picture Soundtrack von verschiedenen Künstlern (Produzenten: Alan Menken, Tim Rice)

Bestes gesprochenes Album für Kinder (Best Spoken Word Album For Children):
- Audrey Hepburn's Enchanted Tales von Audrey Hepburn (Produzenten: Deborah Raffin, Michael Viner)

## Sprache
Bestes gesprochenes oder Nicht-Musik-Album (Best Spoken Word Or Non-musical Album):
- On The Pulse Of Morning von Maya Angelou

Bestes gesprochenes Comedyalbum (Best Spoken Comedy Album):
- Jammin' In New York von George Carlin

## Musical Show
Bestes Musical-Show-Album (Best Musical Show Album):
- The Who's Tommy von der Originalbesetzung (Komponist und Texter: Pete Townshend, Produzent: George Martin)

## Komposition/Arrangement
Beste Instrumentalkomposition (Best Instrumental Composition):
- Forever In Love von Kenny G

Bestes Instrumentalarrangement (Best Arrangement On An Instrumental):
- Mood Indigo von Dave Grusin

Bestes Instrumentalarrangement mit Gesangsbegleitung (Best Instrumental Arrangement Accompanying Vocal(s)):
- When I Fall In Love von Céline Dion & Clive Griffin (Arrangeure: David Foster, Jeremy Lubbock)

Bester Song geschrieben speziell für Film oder Fernsehen (Best Song Written Specifically For A Motion Picture Or For Television):
- A Whole New World (Aladdin's Theme) von Regina Belle & Peabo Bryson (Autoren: Alan Menken, Tim Rice)

Beste Instrumentalkomposition geschrieben für Film oder Fernsehen (Best Instrumental Composition Written For A Motion Picture Or For Television):
- Aladdin von verschiedenen Interpreten (Autor: Alan Menken)

## Packages und Album-Begleittexte
Bestes Aufnahme-Paket (Best Recording Package):
- The Complete Billie Holiday on Verve 1945–1959 von Billie Holiday (Künstlerischer Leiter: David Lau)

Bester Album-Begleittext (Best Album Notes):
- The Complete Billie Holiday on Verve 1945–1959 von Billie Holiday (Verfasser: Buck Clayton, Joel E. Siegel, Phil Schaap)

## Historische Aufnahmen
Bestes historisches Album (Best Historical Album):
- The Complete Billie Holiday On Verve 1945–1959 von Billie Holiday (Produzenten: Michael Lang, Phil Schaap)

## Klassische Musik
Bestes Klassik-Album (Best Classical Album):
- Bartók: Der holzgeschnitzte Prinz / Cantata profana von John Aler, John Tomlinson und dem Chicago Symphony Orchestra & Chor unter Leitung von Pierre Boulez

Beste Orchesterdarbietung (Best Orchestral Performance):
- Bartók: Der holzgeschnitzte Prinz des Chicago Symphony Orchestra unter Leitung von Pierre Boulez

Beste Opernaufnahme (Best Opera Recording):
- Händel: Semele von verschiedenen Interpreten und dem English Chamber Orchestra unter Leitung von John Nelson

Beste Chordarbietung (Best Choral Performance):
- Bartók: Cantata profana vom Chicago Symphony Orchestra & Chor unter Leitung von Pierre Boulez

Beste Klassik-Darbietung – Soloinstrument (mit Orchester) (Best Classical Performance-Instrumental Soloist (with Orchestra)):
- Berg: Violinkonzert / Rihm: Time Chant von Anne-Sophie Mutter und dem Chicago Symphony Orchestra unter Leitung von James Levine

Beste Klassik-Darbietung – Soloinstrument (ohne Orchester) (Best Classical Performance-Instrumental Soloist (without Orchestra)):
- Barber: The Complete Solo Piano Music von John Browning

Beste Kammermusik-Darbietung (Best Chamber Music Performance):
- Ives: Streichquartette Nr. 1, 2 / Barber: Streichquartett Op. 11 (American Originals) vom Emerson String Quartet

Beste klassische Gesangsdarbietung (Best Classical Vocal Performance):
- The Art Of Arleen Auger (Werke von Larsen, Purcell, Schumann, Mozart) von Arleen Augér

Beste zeitgenössische klassische Komposition (Best Classical Contemporary Composition):
- Violinkonzert vom London Symphony Orchestra unter Leitung von Oliver Knussen (Komponist: Elliott Carter)

## Musikvideo
Bestes Musik-Kurzvideo (Best Short Form Music Video):
- Steam von Peter Gabriel

Bestes Musik-Langvideo (Best Long Form Music Video):
- Ten Summoner's Tales von Sting

## Special Merit Awards

### Grammy Lifetime Achievement Award
- Bill Evans
- Aretha Franklin
- Arthur Rubinstein

Trustees Award
- Norman Granz